# مروان سعدان
مروان سعدان (مواليد 17 يناير 1992 بمدينة المحمدية) هو لاعب كرة قدم مغربي يلعب حالياً لصالح نادي الفتح السعودي و‌منتخب المغرب لكرة القدم في مركز الوسط الدفاعي.

## الإنجازات

### النادي
الفتح الرباطي
- كأس العرش (1) : 2014
- البطولة الوطنية المغربية (1) : 2016

## روابط خارجية
- مروان سعدان على موقع اتحاد تركيا (لاعب) (الإنجليزية)
- مروان سعدان على موقع قاعدة بيانات كرة القدم.إي يو (الإنجليزية)
- مروان سعدان على موقع ناشيونال فوتبول تيمز (الإنجليزية)
- مروان سعدان على موقع Soccerway.com (الإنجليزية)
- مروان سعدان على موقع عالم كرة القدم.نت (الإنجليزية)